# Vuslat
Vuslat (em Angola e Moçambique: O Jogo da Vida) é uma telenovela turca de 2019 produzida pela A23 Medya e exibida pela TRT 1 deste 7 de janeiro de 2019. Escrita por Betül Yağsağan, tem direção de Murat Onbul com produção de Uğur Veli e Raif İnan. E protagonizada por Kadir Doğulu e Devrim Özkan.
A série está atualmente sendo exibida com dublagem em português, nos países africanos, Angola e Moçambique, através do canal Zap Novelas onde teve sua estreia em 10 de outubro de 2019.

## Elenco
- Kadir Doğulu como Aziz Korkmazer
- Devrim Özkan como Feride Çağlar
- Mehmet Özgür como  Salih Koluber/Salih Baba
- Ümit Kantarcılar como Kerem Saltuk
- Pelin Uluksar como Nehir Erdem
- Gamze Süner Atay como Hasibe Çağlar
- Murat Karasu como Faik Çağlar
- Baran Bölükbaşı como Fırat Çağlar
- Serra Pirinç como Ceyhan Çağlar
- Erdem Akakçe como Meczup Abdullah
- Osman Alkaş como Tahsin Korkmazer
- Gözde Kaya como Sultan Korkmazer
- Nurhan Özenen como Perihan Korkmazer
- Özcan Varaylı como Çakal Necmi
- Mert Karabulut como Yalçın Kaya
- Şeyla Halis como Sevim Dilbaz
- Başak Kaya como Emine Dilbaz
- Veysel Diker como Süleyman Dilbaz
- Hikmet Körmükçü como Madam Aneta
- Sennur Nogaylar como Gülten Şahin
- Barış Kışlak como  Altan Öztürk
- Mehmet Emin Kadıhan como Tekin Sarp Gönenç
- Doğukan Töngel como Alamet Ahmet
- Elif Özkul como Sevda Şahin
- İpek Muştu como Berrin Şanslı
- Ali İhsan Çiçek como Faruk Şahin
- Mehmet Halil Çelik como Can Çağlar